# Cândido Mendes
Cândido Mendes is een gemeente in de Braziliaanse deelstaat Maranhão. De gemeente telt 19.684 inwoners (schatting 2009).